# Peritrox perbra
Peritrox perbra là một loài bọ cánh cứng trong họ Cerambycidae.